# 神戸大学漕艇部遭難事故
神戸大学漕艇部遭難事故（こうべだいがくそうていぶそうなんじこ）は1989年に発生したボートの遭難事故。

## 概要

### 事故の発生
1989年3月7日に大阪の新淀川で神戸大学漕艇部の練習が行われる。赤川から上流に向かう神戸大学漕艇部の2隻のボートが突風にあおられる。豊里大橋でUターンをしたものの後から来た1隻が突風により横転する。このことでボートに乗っていた18人は淀川に投げ出され、このうちの3人が死亡した。
この事故が発生した原因は悪天候での無謀な出艇、死者を出すこととなった原因は指示ミスで離艇したことと低温であったことから。

### 事故発生から
翌1990年3月には2人の遺族から調停の申し立てが行われ、そのうちの1人とは同年12月に和解が成立したが、もう1人とは成立していなかった。1995年8月1日発行の神戸大学同窓会の機関紙に漕艇部元監督からの報告文が掲載され、そこで1994年末までに全ての遺族との和解が成立したと報告された。
1995年より漕艇部OBより募金活動が始められる。そして4月23日には事故現場付近の堤防に慰霊碑が建てられる。